# バルセロナの太陽
『バルセロナの太陽』（バルセロナのたいよう）は、村上よしゆきによる日本の漫画作品。『週刊ヤングジャンプ』（集英社）2014年13号から2015年2号まで連載された。

## 概要
幼少の頃より海外フットボールクラブの下部組織に所属し、将来を嘱望されていた少年・朝日奈太陽を中心に描くサッカーマンガ。
話数カウントは「No.○」。

## 登場人物

### 天河高校

#### サッカー部
朝日奈 太陽（あさひな たいよう）
本作品の主人公。身長：156cm / 体重：46kg / 血液型：B型
天河高校1年生。ポジションはMF。背番号は8番。「銀河の世代」の1人。異名は「バルセロナの太陽」。スペインの名門クラブ「El Sol de Barcelona」に所属していた。
中学2年生の頃に体験した飛行機事故のトラウマで飛行機に乗れなくなり、スペインへ行けなくなったことが原因でクラブを解雇される。事故の際海で溺れたため、風呂にも漬かれないほどの水恐怖症にもなっている（シャワー等は平気）。
無類のスケベであり、陽奈他へのセクハラを頻繁に行うほか、エロ本を堂々と人前で読んでも気にしない。
天道 武史（てんどう たけし）
身長：182cm / 体重：63kg / 血液型：O型
天河高校2年生。ポジションはFW。背番号は9番。
妹の陽奈をかばった交通事故で負った怪我により名門ユースチームに入れず、性格も素行も荒れていた。が、太陽との出会いによりサッカーへの情熱を取り戻し、部内の理不尽ないじめに耐えてまでサッカー部に入部し、太陽のパス、アシストによりFWとしての能力に開眼する。
小清水 流星（こしみず りゅうせい）
身長：182cm / 体重：57kg / 血液型：O型
天河高校1年生。ポジションはFW。背番号は11番。「銀河の世代」を代表するドリブラー。異名は「ミラノの流星」。イタリアの名門クラブ「Mercurio Milano」に所属していた。
能天気かつナルシストで掴みどころの無い性格。太陽と出会った当初は嫌っていたが、横浜・M・セラーズユースの一員として天河高校サッカー部との練習試合を戦った後、反動でボーイズラブ同然に太陽のことを好きになる。逆に天道とは反りが合わない。
天達 竜（あまたつ りゅう）
身長：178cm / 体重：62kg / 血液型：AB型
天河高校3年生で、サッカー部のキャプテン。ポジションはGK。背番号は1番。異名は「アイギスの楯」。
本城 金太郎（ほんじょう きんたろう）
身長：182cm / 体重：63kg / 血液型：O型
天河高校3年生。ポジションはDF。背番号は2番。
百田 賢吾（ももた けんご）
天河高校3年生。
浦安 弦太郎（うらやす げんたろう）
天河高校3年生。

#### その他の生徒
天道 陽奈（てんどう ひな）
身長：151cm / スリーサイズ：B74：W55：H：79
天河高校1年生。天道武史の妹。

### 藤子東高校
金田 明星（かねだ みょうじょう）
藤子東高校1年生。「銀河の世代」の1人。背番号は9番。異名は「バイエルンの重戦車」。ドイツの名門クラブ「Venus Bayern」に所属していた。
金田 夜一（かねだ よいち）
藤子東高校3年生で、サッカー部のキャプテン。

### 羽左間高校
球磨川 大地（くまがわ だいち）
羽左間高校1年生。「再新」能力を持つ「銀河の世代」の1人。背番号は4番。異名は「マンチェスターの死に神鎌」。イングランドの名門クラブ「Manchester Unicorn F.C.」に所属していた。
球磨川 泉（くまがわ いずみ）
身長：163cm / スリーサイズ：B92：W60：H：84
羽左間高校3年生で、サッカー部のマネージャー。球磨川大地の姉。
球磨川 惣右介（くまがわ そうすけ）
羽左間高校サッカー部監督で、元日本代表監督。球磨川大地と球磨川泉の祖父。
赤井 勝也（あかい かつや）
羽左間高校3年生で、サッカー部のキャプテン。ポジションはFW。背番号は10番。
小紫 駿（こむらさき はやお）
羽左間高校3年生で、サッカー部の副キャプテン。ポジションはMF。背番号は2番。異名は「消しゴム野郎」。
水元 直哉（みずもと なおや）
羽左間高校2年生。ポジションはMF。背番号は9番。
木田 文彦（きだ ふみひこ）
羽左間高校2年生。ポジションはMF。背番号は8番。

### その他の人物
鳴海 祥太朗（なるみ しょうたろう）
横浜・M・セラーズの監督。
海老名 豪徳（えびな ごうとく）
海帝大附属高校の監督。

## 用語
Mercurio Milano（メルクリオ・ミラノ）
小清水流星が所属していたイタリア・ミラノを本拠地とするフットボールクラブ。リーグを17回も制し、数多くの国内タイトルを獲得するイタリア屈指の強豪クラブ。サポーターは「メルクリスタ」の愛称で呼ばれる。チームカラーは「青・黒・金」。Mercurioはイタリア語で「水星」の意。
Manchester Unicorn F.C.（マンチェスター・ユニコーン・エフシー）
球磨川大地が所属していたマンチェスターを本拠地とするイングランドのフットボールクラブ。イングランドのフットボール史上、最も成功を収め、「赤い一角獣」の名で恐れられている、世界を代表するビッグクラブの一つである。日本での愛称は「マンU」。チームカラーは「赤・白・黒」。

## 書誌情報
- 村上よしゆき 『バルセロナの太陽』 集英社〈ヤングジャンプ・コミックス〉、既刊2巻（2014年9月19日現在）
  1. 2014年6月24日第1刷発行（6月19日発売[集 1]）、ISBN 978-4-08-879858-5
  2. 2014年9月24日第1刷発行（9月19日発売[集 2]）、ISBN 978-4-08-879899-8